# Synaptophyllum
Synaptophyllum là chi thực vật có hoa trong họ Aizoaceae.